# Bolesław Garboś
Bolesław Garboś (ur. 14 maja 1920 w Chmielowie, zm. 8 czerwca 1999 w Tarnobrzegu) – polski poeta i prawnik.

## Życiorys
Jego rodzicami byli Jan i Karolina z domu Strojek. Ojciec był pracownikiem policyjnym, a po II wojnie światowej pracował jako bibliotekarz.
Ukończył sandomierskie gimnazjum – Collegium Gostomianum, gdzie uzyskał maturę. Podczas II wojny światowej przebywał w Ciosach, prowadził działalność konspiracyjną. Po II wojnie światowej publikował swoje teksty w prasie, debiutował na łamach „Słowa Polskiego” w 1946 roku. Ukończył studia prawnicze na uniwersytecie we Wrocławiu; po dziesięciu latach starań został przyjęty na aplikację sądową do Kielc. Zamieszkał w Sandomierzu, pracował jako sędzia w sądach wojewódzkich w Kielcach i Tarnobrzegu (w latach 1976–1986). Pierwszą książkę – tom poetycki Nie uchybiając męstwu wydał w 1979 roku. Był członkiem Kieleckiego Oddziału Związku Literatów Polskich od 1997 roku. Zmarł w Tarnobrzegu, został pochowany na Cmentarzu Katedralnym w Sandomierzu; na grobie poety znajduje się płaskorzeźba z jego wizerunkiem autorstwa Szczepana Siudaka.

## Nagrody i odznaczenia
Był laureatem 20 konkursów poetyckich. Wybrane wyróżnienia:
- Krzyż Kawalerski Orderu Odrodzenia Polski oraz najwyższe odznaczenia resortowe[1]
- główna nagroda w konkursie im. Józefa Czechowicza w Lublinie (trzykrotnie)[4][1]
- wyróżnienia na Ogólnopolskim Festiwalu Poezji w Łodzi[4] (1967, 1968[1])
- laureat Świętokrzyskiej Premiery Literackiej za Wybór wierszy[7] (1983[1])
- laureat Konkursu Literackiego im. Jarosława Iwaszkiewicza (1990[1])

## Publikacje
Książki poetyckie:
- Nie uchybiając męstwu, Wydawnictwo Łódzkie[8]1979[2]
- Bez poczucia posłannictwa, Wydawnictwo Łódzkie, 1981[8][2]
- Sandomierz niepocieszony, Miniatura[9], 1990[8]
- Gdy pogoń staje się ucieczką, Miniatura, 1991[9][8]
- Nikt nie jest bezpieczny, Miniatura, 1991[9][8]
- Sandomierz z wiślanej mgły, Miniatura, 1991[9]
- Nieunikniony Zachód, Miniatura, 1993[8]
- Wybór poezji, Oficyna Wydawnicza „Ston”, 1993[9][8][4]
- Sandomierz na skarpie, Miniatura, cop. 1997[8]
- Wiersze wybrane, Miniatura, 1999[8]

Był redaktorem almanachu poetyckiego Pierwszy komunikat, który wydano w Sandomierzu w 1976 roku, był także jednym z redaktorów czasopisma „Notatnik Sandomierski”. Ponadto opracował antologię Wiersze o Sandomierzu, która ukazała się w Wydawnictwie Łódzkim w 1980 roku. Wiersze Bolesława Garbosia zostały przełożone na język angielski przez Piotra Madeja, ukazały się w wydawnictwie Miniatura pt. Selected poems w 2000 roku.

## Recepcja
Stanisław Żak napisał o nim opracowanie monograficzne pt. Bolesław Garboś (poeta – filozof – prawnik), które ukazało się w Agencji Wydawniczej „Gens” w serii „Sylwetki Współczesnych Pisarzy” w 1997 roku w Kielcach.
Poeta Grzegorz Kozera określił Bolesława Garbosia „poetą wybitnym”, a zdaniem Piotra Kuncewicza twórczość Bolesława Garbosia to:

[…] poezja filozoficzna, spekulująca, w tonacji mocno ciemnej, a niekiedy ironicznej. Osią tych rozważań jest czas, a wszystko do tego stopnia jest zamierzchłością, że zwłaszcza w pierwszym tomie, panuje tutaj metaforyka archeologiczna, jakby nasze życie i ciało było
nawarstwieniem kopalin. Jest w tej chłodnej, intelektualnej kalkulacji jakieś zadziwienie wewnętrzne, jest poczucie wszechwzględności wszystkiego. To niby nie są rzeczy całkiem nowe, ale Garboś pisze własnym, bardzo gęstym i nasyconym językiem. To twórczość, której zdecydowanie należy się więcej uwagi.